# Maoba, Hubei Sheng
Maoba (kinesiska: 毛坝, 毛坝乡) är en sockenhuvudort i Kina. Den ligger i provinsen Hubei, i den centrala delen av landet, omkring 510 kilometer väster om provinshuvudstaden Wuhan. Antalet invånare är 25 913. Befolkningen består av 13 124 kvinnor och 12 789 män. Barn under 15 år utgör 23,0 %, vuxna 15-64 år 63 %, och äldre över 65 år 12,0 %.
Runt Maoba är det ganska tätbefolkat, med 149 invånare per kvadratkilometer. Närmaste större samhälle är Shengjiaba, 17,5 km öster om Maoba. I omgivningarna runt Maoba växer i huvudsak blandskog.
Genomsnittlig årsnederbörd är 1 647 millimeter. Den regnigaste månaden är september, med i genomsnitt 269 mm nederbörd, och den torraste är december, med 17 mm nederbörd.